# Fernando Pacheco Flores
Fernando Pacheco Flores (Puebla de Obando, Badajoz, 18 de mayo de 1992) es un futbolista español que juega en la posición de portero.

## Trayectoria
Se inició en la cantera del Obandino, donde pasó cinco temporadas, y el C. P. Flecha Negra de Badajoz. En mayo de 2006 se incorporó a la cantera del Real Madrid.
Su buen hacer y su progresión en el Juvenil División de Honor no pasó desapercibido para José Mourinho que contó con el cancerbero extremeño en más de una ocasión cuando la situación lo requería para acudir como tercer portero. Incluso llegó a sentarse en el banquillo para un partido de la Copa del Rey 2010-11, ante el Levante U. D., en enero de 2011.
De cara a la temporada 2011-12 dio el salto al Real Madrid "C", donde fue titular en Tercera División (38 partidos disputados).

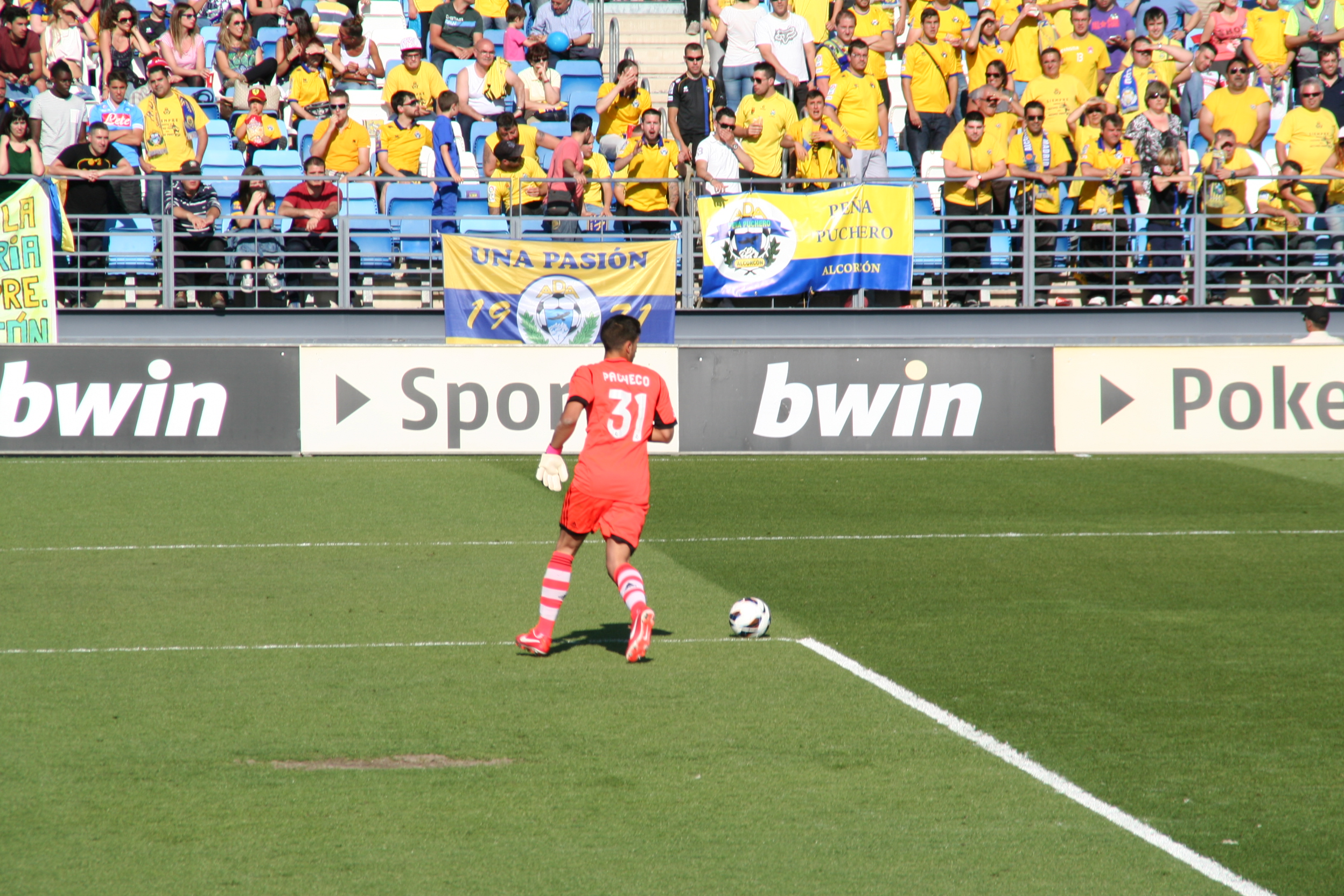
Fernando Pacheco en su debut con el RM Castilla

Su debut con el Real Madrid fue, el 20 de diciembre de 2011, en un partido de la Copa del Rey ante la S. D. Ponferradina, sustituyendo a Antonio Adán en el minuto 83. El partido finalizó con victoria por 5-1 para el Real Madrid.
En la temporada 2012-13 alternó el Real Madrid "C" y el Real Madrid Castilla, aunque sufrió una grave lesión de hombro que le tuvo más de cinco meses de baja. A su regreso, en junio de 2013, debutó con el Real Madrid Castilla en los dos últimos partidos de la temporada. Sin embargo, en la temporada 2013-14 fue el guardameta titular del Real Madrid Castilla en Segunda División.
El 21 de julio de 2014 fue convocado por el primer equipo dirigido por Carlo Ancelotti para disputar la International Champions Cup 2014 en la gira americana de pretemporada. Más tarde, y a causa de la baja de Jesús Fernández y la salida casi inminente de Diego López fue convocado de nuevo por Ancelotti para disputar la Supercopa de Europa 2014. Tras la marcha del guardameta gallego, el club blanco apostó por él como tercer guardameta del Real Madrid para la campaña 2014-15 aunque sólo participó en un encuentro de Copa del Rey ante la U. E. Cornellá.
El 7 de agosto de 2015 se anunció su fichaje por el Deportivo Alavés. Con el equipo vitoriano se consolidó como titular y logró el ascenso a Primera División en su primera campaña. En su primera campaña en Primera División como guardameta alavés, se proclamó subcampeón de la Copa del Rey tras perder en la final ante el Fútbol Club Barcelona por 3-1.
Puso fin a su etapa en el club el 10 de agosto de 2022. En esos siete años disputó 253 partidos y se convirtió en el jugador con más encuentros y minutos, 208 y 18 511 respectivamente, jugados en Primera División en la historia de la entidad. El mismo día que abandonó el Deportivo Alavés, la U. D. Almería anunció su contratación hasta 2026. Jugó una única vez y el 31 de enero de 2023 fue traspasado al R. C. D. Espanyol, club en el que estuvo dos temporadas y media.

## Selección nacional
Ha sido internacional con la selección de fútbol sub-19 de España, con la que ganó el Campeonato de Europa Sub-19 de la UEFA en 2011 como portero suplente. También fue internacional con la selección de fútbol sub-20 de España, participando en el Mundial sub-20 de 2013, y ha participado en ocho encuentros con la selección de fútbol sub-21 de España.

## Clubes
| Club                       | País   | Año       |
| -------------------------- | ------ | --------- |
| Real Madrid C. F. "C"      | España | 2011-2013 |
| Real Madrid Castilla C. F. | España | 2013-2014 |
| Real Madrid C. F.          | España | 2014-2015 |
| Deportivo Alavés           | España | 2015-2022 |
| U. D. Almería              | España | 2022-2023 |
| R. C. D. Espanyol          | España | 2023-2025 |

## Palmarés

### Campeonatos internacionales
| Título                                 | Club (*)          | País      | Año  |
| -------------------------------------- | ----------------- | --------- | ---- |
| Campeonato de Europa Sub-19 de la UEFA | España sub-19     | Rumania   | 2011 |
| Supercopa de Europa                    | Real Madrid C. F. | Gales     | 2014 |
| Mundial de Clubes                      | Real Madrid C. F. | Marruecos | 2014 |

(*) Incluyendo la selección.

### Distinciones individuales
| Distinción                                                           | Año  |
| -------------------------------------------------------------------- | ---- |
| Integrante del once de oro como portero por los premios Fútbol Draft | 2012 |